# Alexsandro Oliveira Duarte
Alexsandro Oliveira Duarte, mais conhecido como Sandro (Janduís, 10 de janeiro de 1981), é um ex-futebolista brasileiro que atuava como meia.

## Títulos
Cruzeiro
- Campeonato Brasileiro: 2003[1][2]
- Copa do Brasil: 2003[1][2][3][4]
- Campeonato Mineiro: 2003[1][2], 2004, 2006 e 2008

Criciúma
- Campeonato Brasileiro de Futebol - Série B: 2002

ABC-RN
- Campeonato Potiguar: 1998, 1999 e 2000